# Ritterhaus Bubikon

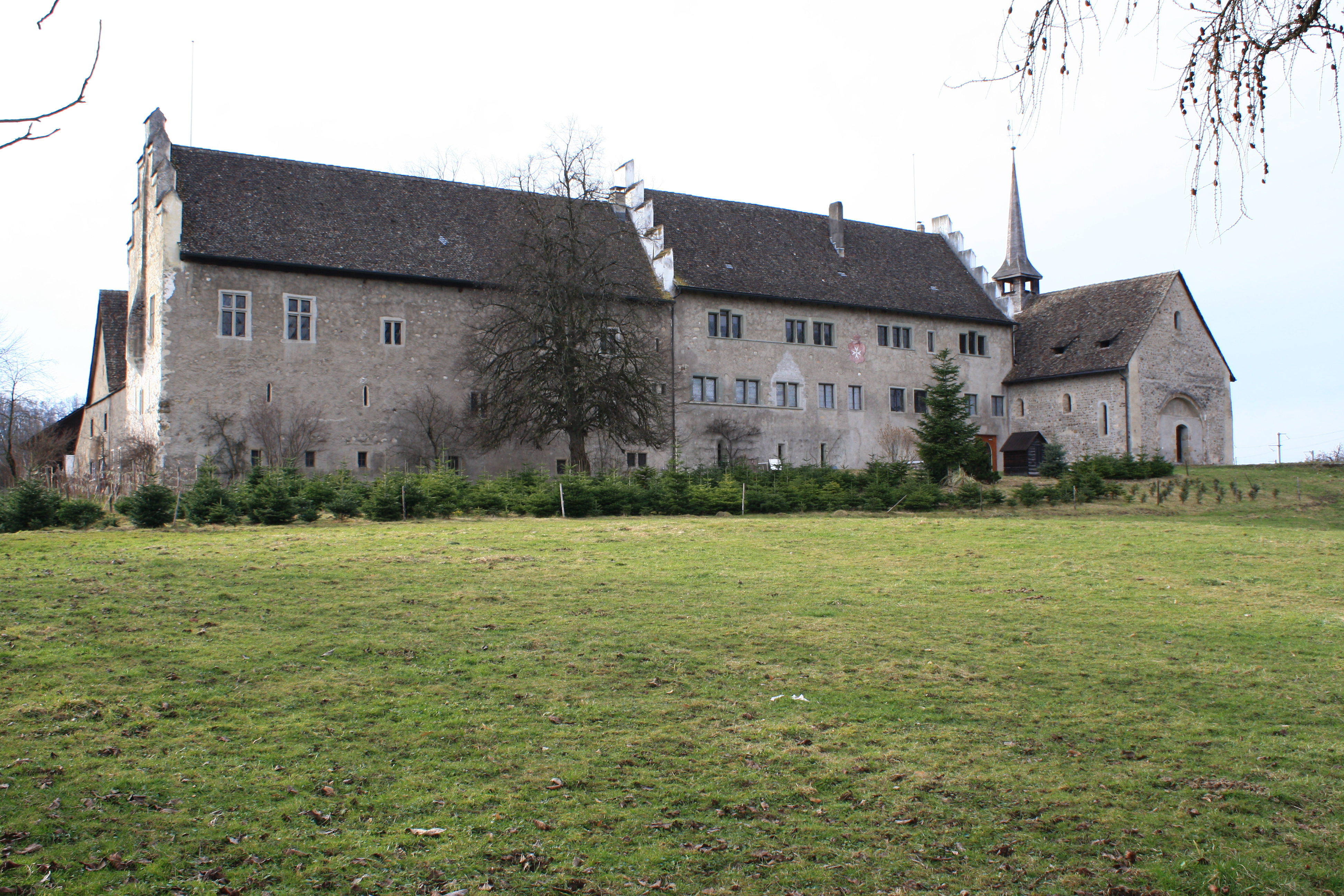
Das Ritterhaus in Bubikon
von Osten (2010)

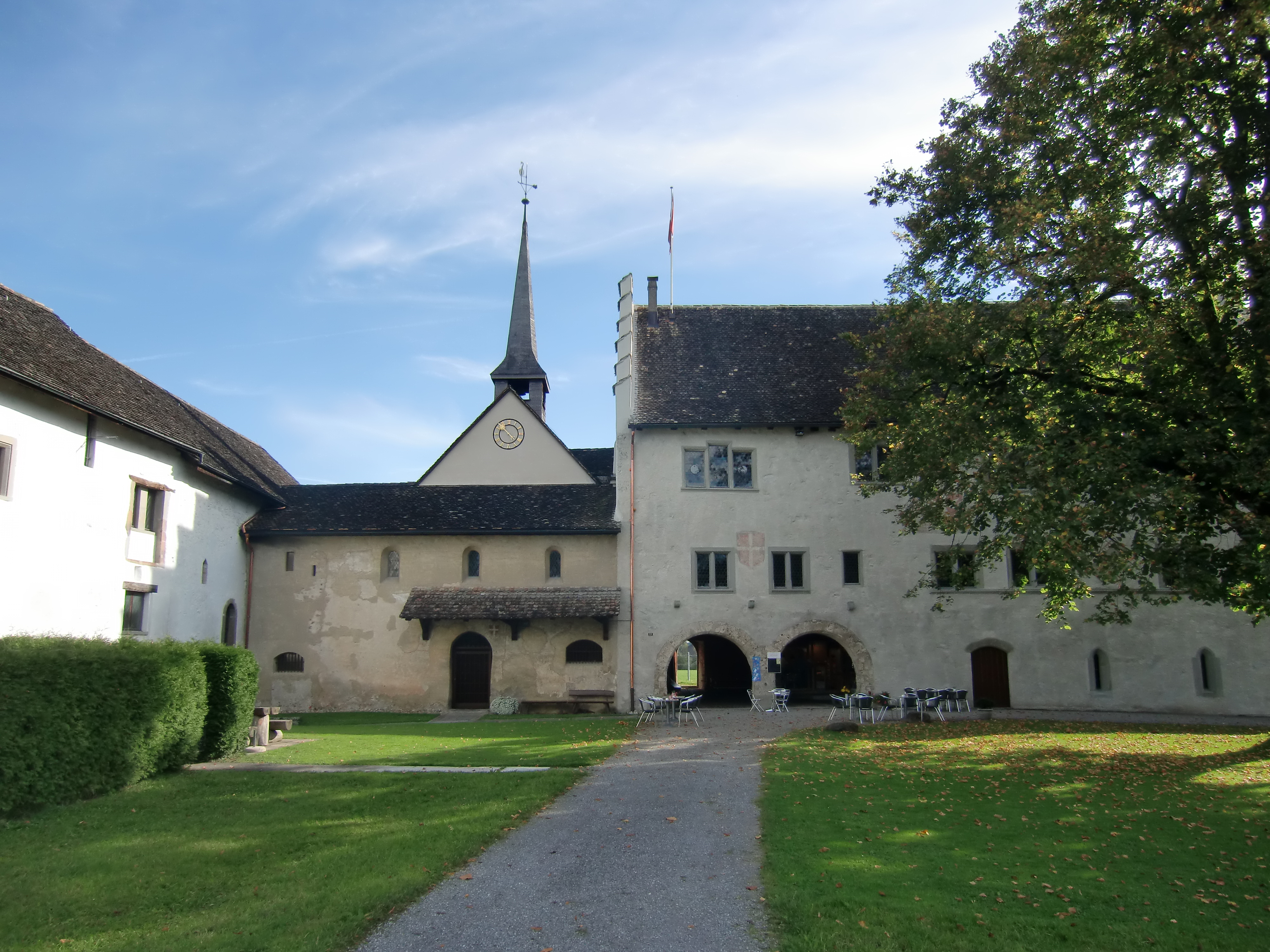
Eingangsbereich im Hof
mit der Vorhalle der Kapelle

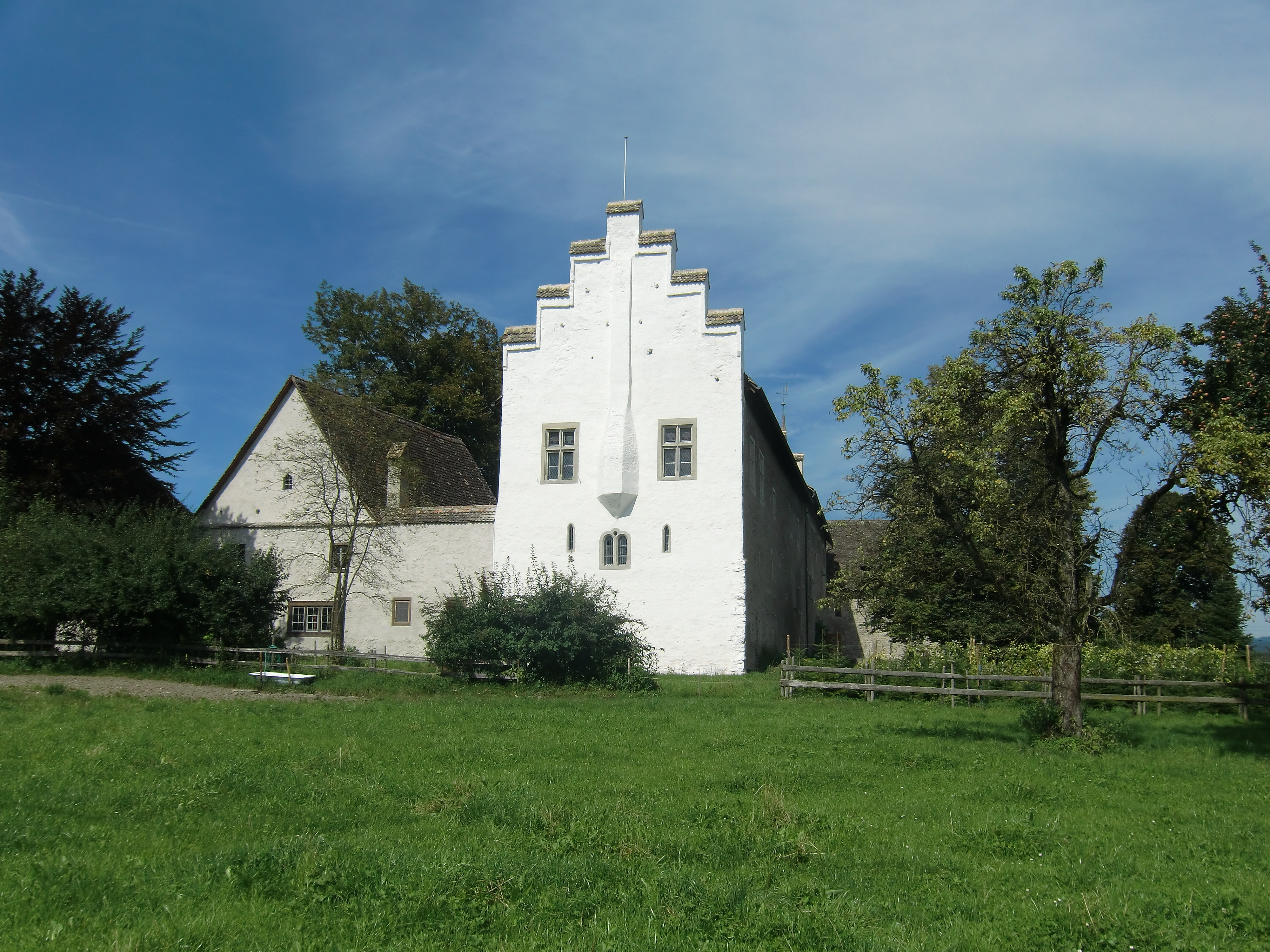
Südfassade des Sennhauses (links) und der Schütte (rechts)
mit dem angebauten Kamin des Rittersaals

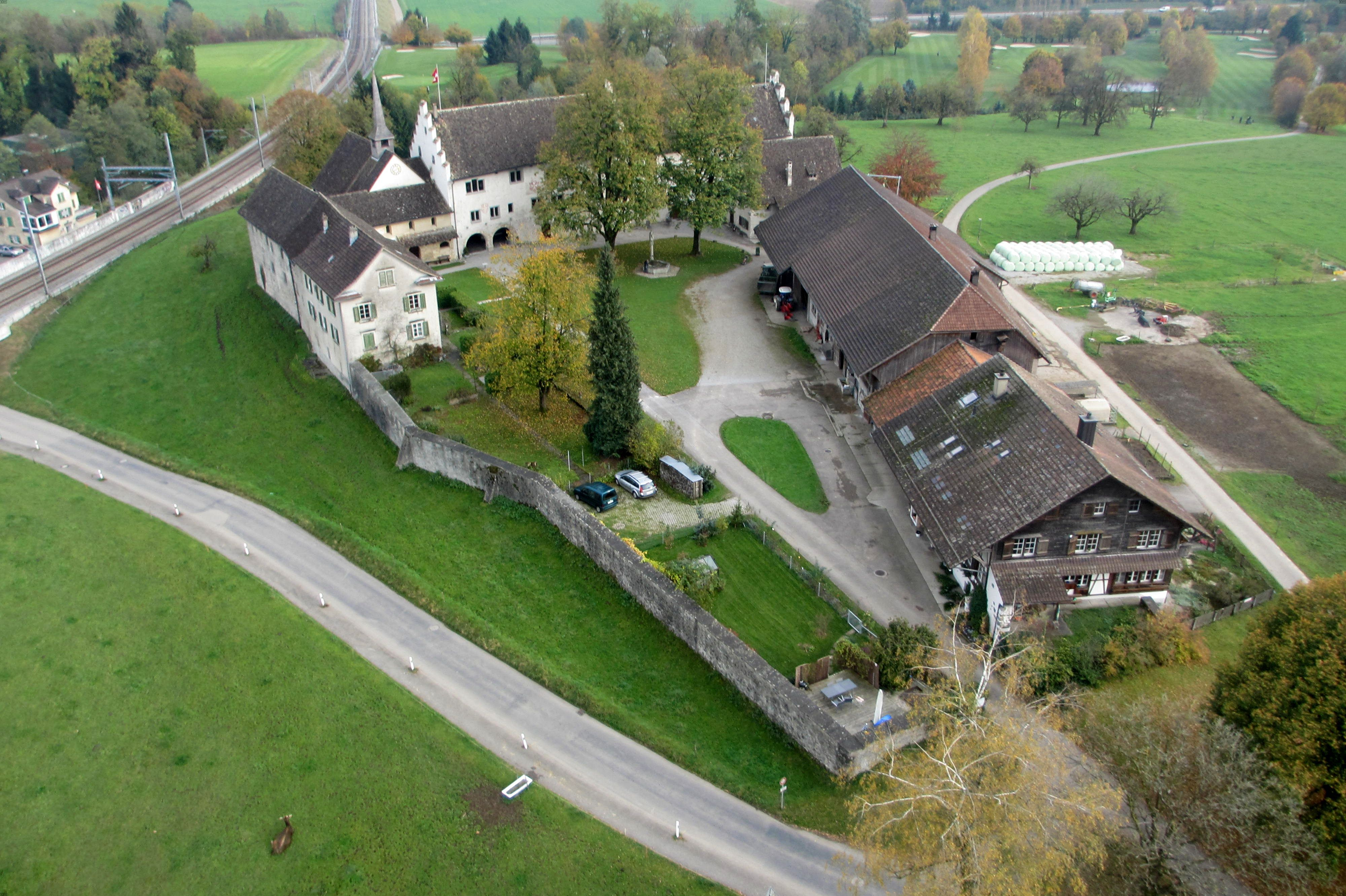
Luftaufnahme der ganzen Anlage

Das Ritterhaus Bubikon (508 m ü. M.) ist eine erhaltene ehemalige Kommende des Johanniterordens in der Gemeinde Bubikon in der Schweiz. Die Kommende wurde zwischen 1191 und 1198 gegründet und 1528 (Ordenskonvent) bzw. 1789 (Kommende) aufgehoben. Die Gebäude gelten als besterhaltene Johanniterkommende in Europa und sind seit 1938 im Besitz der Ritterhausgesellschaft Bubikon, die sie unterhält und als Museum betreibt.

## Geschichte

### Stiftung

Älteres Wappen der Grafen von Toggenburg,
wie es auf der Bildplatte des Tischgrabs von Diethelm V. in Bubikon erscheint

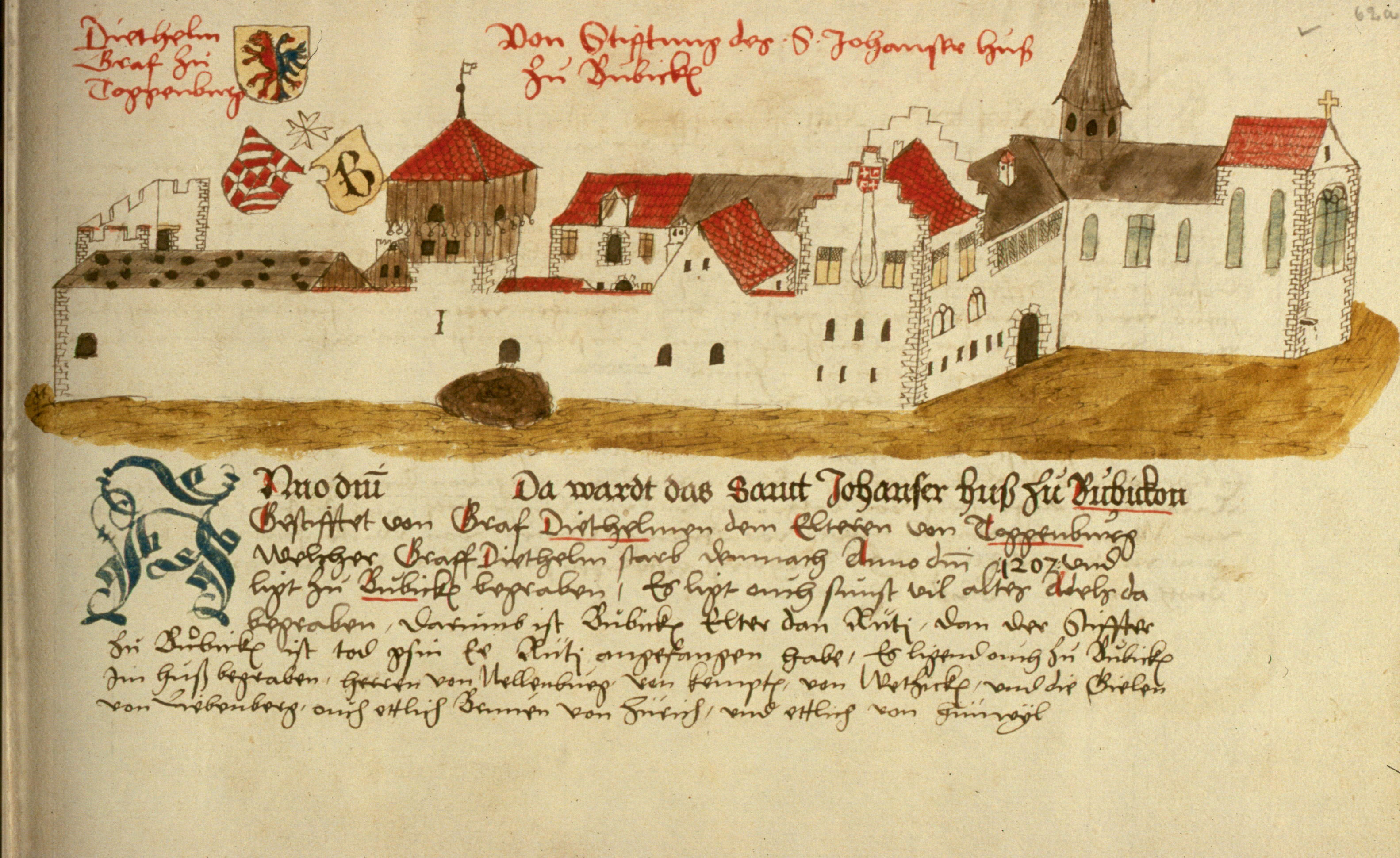
Älteste Darstellung der Kommende um 1530. Zeichnung aus der Schweizer- und Reformationschronik von Johannes Stumpf.
Bauliche Situation der Kommende mit den Wappen des Gründers Diethelm von Toggenburg, des damaligen Komturs Johann von Hattstein und der Kommende

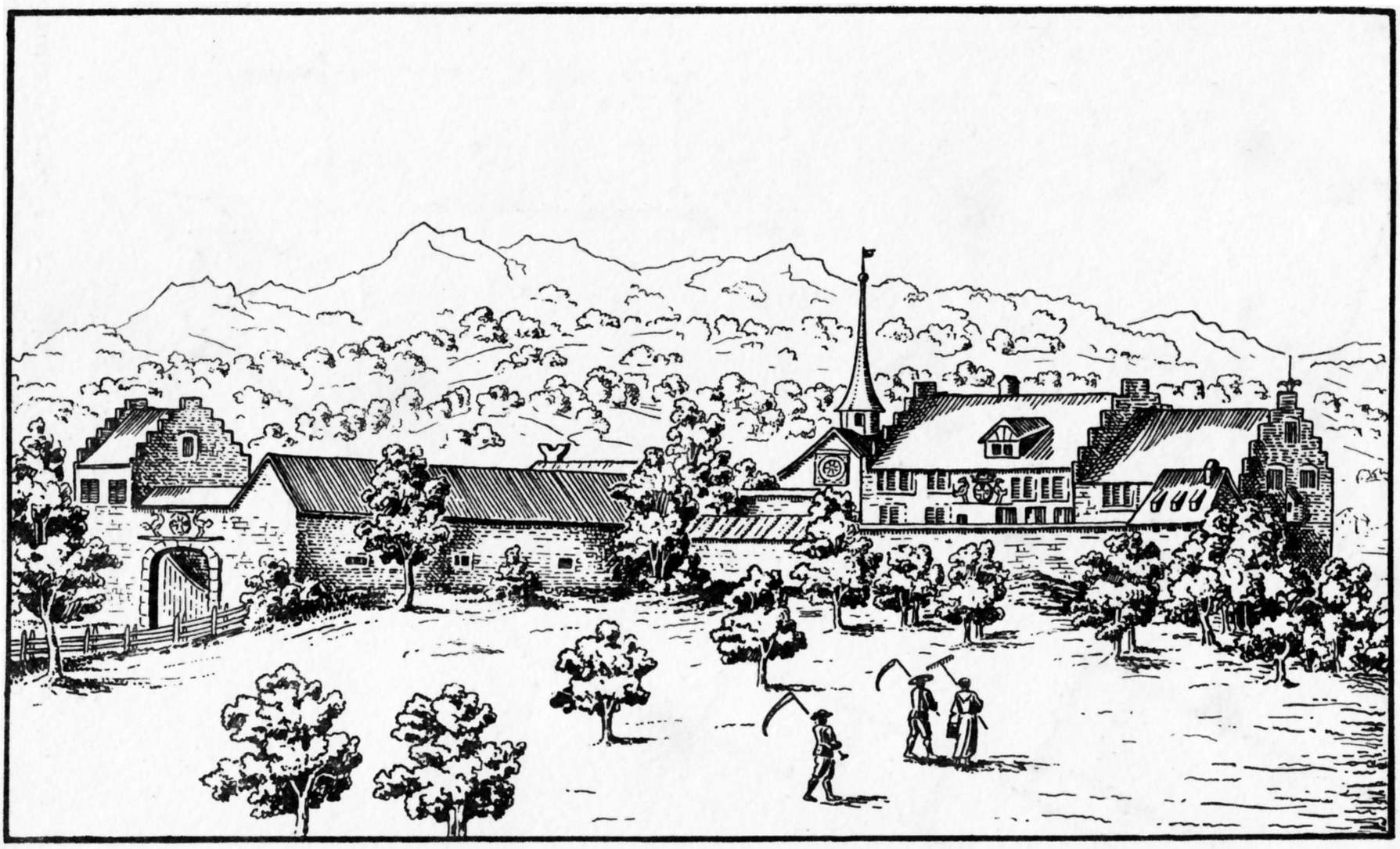
Darstellung der Anlage
von Südosten, um 1750

Das genaue Datum der Stiftung der Kommende ist unbekannt, sie muss aber zwischen 1191 und 1198 erfolgt sein. Belegt ist die Stiftung durch zwei undatierte Urkunden und ein Stifterbild in der Kapelle der Kommende, das die Jahreszahl 1192 trägt. Traditionell gilt deshalb 1192 als Gründungsjahr. Als Patron wurde Johannes der Täufer gewählt.
Die Stiftung erfolgte nach neuerer Forschung während eines Erbschaftsstreits zwischen den Familien der Toggenburger und «Neu»-Rapperswiler. 1190 starben die hochfreien Herren von «Alt»-Rapperswil im Mannesstamm aus. Verschiedene Adelssippen in der Umgebung meldeten ihre Erbansprüche an den Gütern und Rechten der «Alt»-Rapperswiler an. Neben Wetzikon, den Bonstetten, Regensberg und «Neu»-Rapperswil und anderen übernahmen oder okkupierten auch die Toggenburger Besitz aus der Erbmasse.
Freiherr Diethelm V. von Toggenburg schenkte umstrittene Güter in den heutigen Gemeinden Bubikon, Hinwil und Wetzikon dem von ihm bevogteten Kloster St. Johann im Obertoggenburg, um auf diese Weise die Güter seinen Konkurrenten zu entziehen. Da es offenbar zu Streitigkeiten zwischen den Erben kam, entzog Diethelm dem Kloster die Güter wieder und schenkte einen Teil davon, den Hof und die Kirche von Bubikon, auf Rat von Papst Coelestin III. dem «Spital des Heiligen Johannes jenseits des Meeres», also dem Johanniterorden, um die Armen zu versorgen.
Nach der Vergabe des Bauplatzes und der Kirche in Bubikon durch Diethelm von Toggenburg übertrugen auch die Herren von «Neu»-Rapperswil weitere umstrittene Güter in Wangen, Hinwil und Winterthur an die Kommende Bubikon, und es kam zu einem Ausgleich zwischen den beiden Adelssippen. Somit sind die Toggenburger und die «Neu»-Rapperswiler als Stifterfamilien der Kommende zu betrachten. Das Stifterbild in der Kapelle, das wohl um 1220 entstand, hält die weiteren Umstände der Gründung der Kommende fest.
Nach längeren Streitigkeiten zwischen dem Kloster St. Johann und dem Johanniterorden entschied der Bischof von Konstanz, Konrad II. von Tegerfelden, im Dezember 1215 am Laterankonzil, dass die Güter beim Johanniterorden verbleiben sollen, dieser aber eine Entschädigung an das Kloster St. Johann zu zahlen habe.
Es ist unklar, ob eine vermutete Teilnahme Diethelms am dritten Kreuzzug bei der Stiftung eine Rolle gespielt hat. Die Bildplatte des Tischgrabes Diethelms V. (1207/1450) aus der Kapelle der Kommende liegt heute im Schweizerischen Landesmuseum in Zürich. Ein Abguss befindet sich in der Kapelle in Bubikon.

### Besitzungen

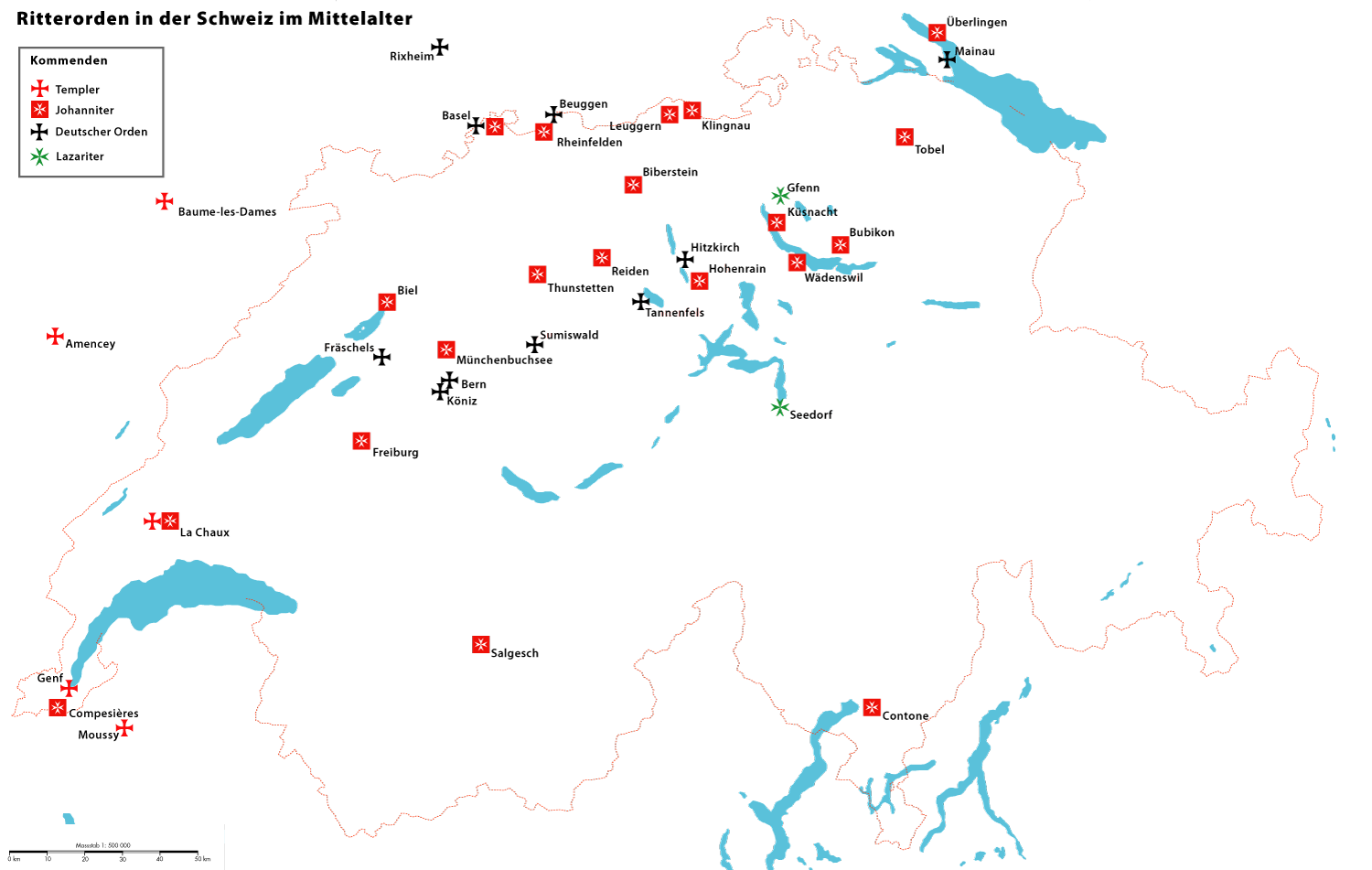
Karte der Niederlassungen der Ritterorden in der Schweiz im Mittelalter

Den Kern der Kommende bildeten die Gebäude nahe der heutigen Gemeinde Bubikon, die in mehreren Phasen seit der Gründung entstanden. Die Güter der Kommende wurden durch Kauf und Schenkung weiter erweitert, so kamen die Pfarrkirchen von Tobel, Hinwil, Flaach, Wald ZH, Buchs ZH und Wangen ZH, Güter im Aargau, die Vogtei über den Hof Alt-Hellberg in Gossau ZH, weitere Güter und Rechte in Hinwil und Dübendorf, das Gut Gugger in Zollikon, die Vogteien bzw. Gerichte in Ringwil (Hinwil), Wangen ZH und Hermikon dazu. In Bubikon, Ringwil, Hinwil und Grüt (Wetzikon) gelang der Aufbau von Gerichtsherrschaften.
1287 war die Kommende so wohlhabend, dass Komtur Heinrich von Lichtensteig die Herrschaft Wädenswil aufkaufen konnte. Von Bubikon aus wurden zur Verwaltung der umfangreichen Besitzungen weitere Kommenden gegründet in Tobel (1226), Leuggern (vor 1251), Wädenswil (nach 1287) und Küsnacht, die sich bis auf Tobel später von Bubikon lösten und eigenständig wurden. Der Visitationsbericht von 1495 gibt detailliert Auskunft über die Besitzungen, die Kollaturen und die Einkünfte. Bubikon brachte damals dem Orden einen Reingewinn von 446 rheinischen Goldgulden im Jahr.
Im 16. Jahrhundert wurde die Verwaltung der Güter zweigeteilt. Ein kleinerer Teil wurde von einem Verwalter von der Stadt Zürich aus betreut. Ihm zugeteilt waren der Landbesitz und die Rechte in Buchs an der Lägern, in Dietlikon, Dübendorf, Hermikon, Neerach, Regensberg, Richterswil, Wangen bei Dübendorf und in der Stadt Zürich von ca. 400 Hektaren. Dieses Land war als Erb- oder Handlehen an Bauern vergeben. Das Amtshaus des Johanniterordens in der Stadt Zürich befand sich zuerst seit 1314 an der Kirchgasse 4. 1576 erwarb Komtur Adam von Schwalbach für 1600 Gulden am Limmatquai 4 ein Privathaus, das danach den Namen «Weisses Kreuz» trug. Die Stadt Zürich kaufte 1618 das Amtshaus inklusive der von dort aus verwalteten Güter für 20'000 Gulden deutlich unter Wert.
Der bedeutendere Teil der Besitzungen wurden vom Statthalter in Bubikon verwaltet. Er betreute das Niedere Gericht, das Zehntrecht in Buchs, Wangen und Brüttisellen sowie die Kollaturen in Buchs und Wangen. Daneben zog er Zinsen und Abgaben in Bubikon und Umgebung ein und führte den Landwirtschaftsbetrieb in der Kommende. Dieser bewirtschaftete 254 Jucharten Land direkt. Der Statthalter konnte seine Produkte direkt in Rapperswil auf den Markt bringen, da die Johanniter 1303 ein Haus in Rapperswil und damit das dortige Bürgerrecht gekauft hatten.
Bei der Aufhebung der Kommende 1789/1790 umfasste die Kommende Lehen und Eigengut im Umfang von 1948 Jucharten Land. Dazu kamen die niedere Gerichtsbarkeit in Bubikon, Ringwil, Hinwil und Grüt, die Kollaturen in Bubikon, Hinwil und Wald sowie weitere Herrschaftsrechte und Zehntanteile in 46 Dörfern und 24 Erblehenshöfen.

### Entwicklung unter der Herrschaft der Stadt Zürich

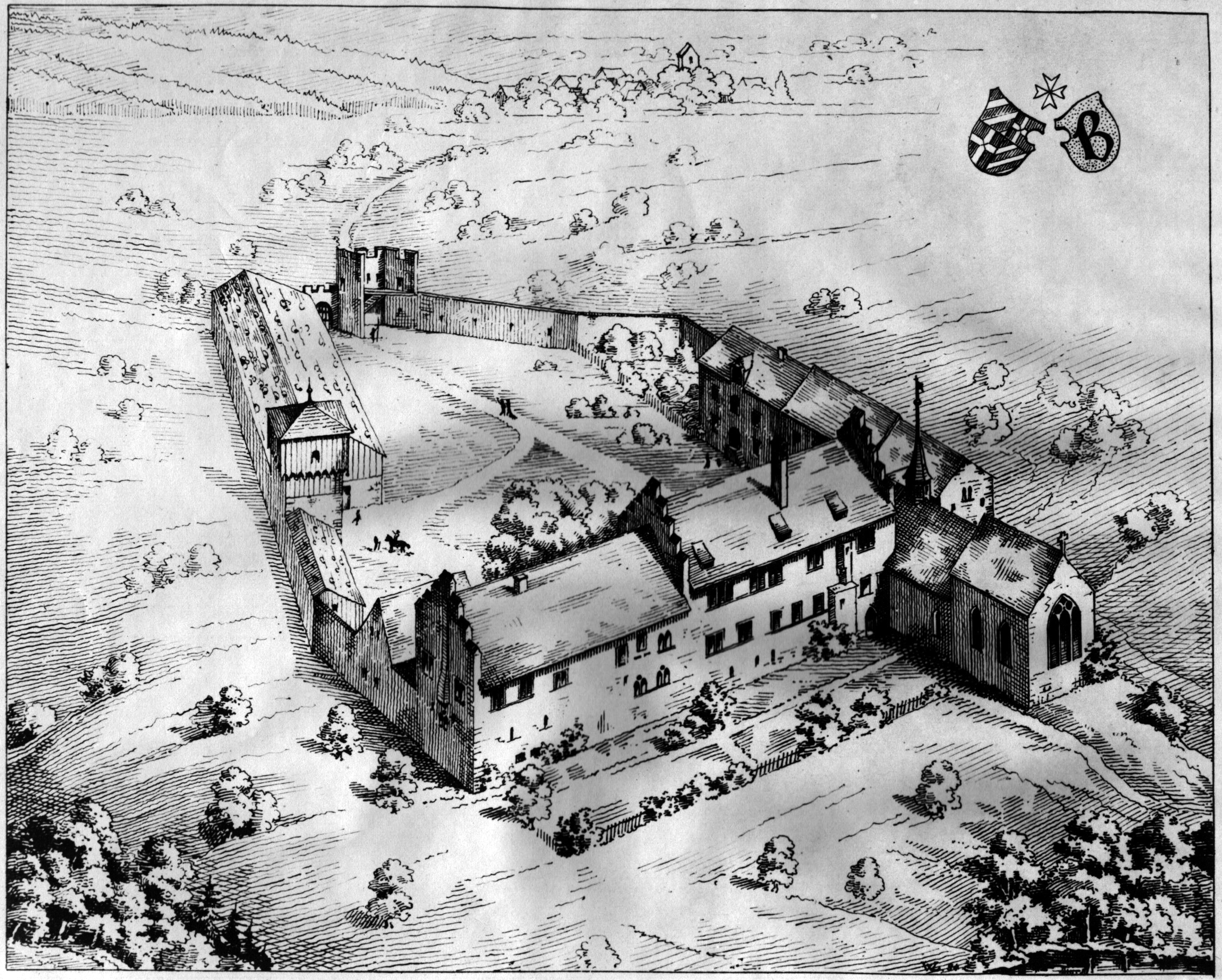
Die Kommende im 16. Jh.,
nach W. Lehmann, rekonstruiert von Zeller-Werdmüller in Mitteilungen der antiquarischen Gesellschaft Zürich. Band 21

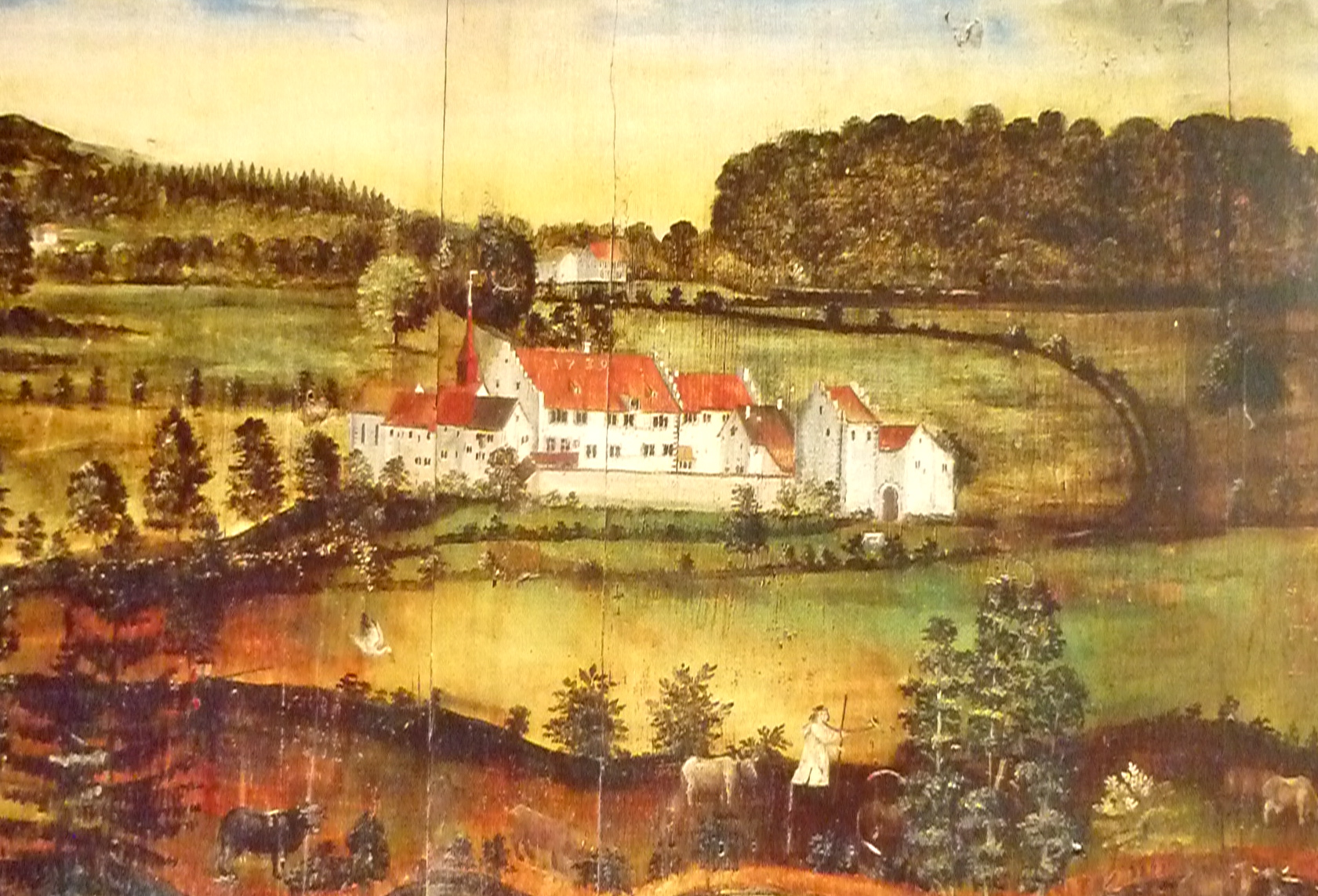
Ansicht um 1770

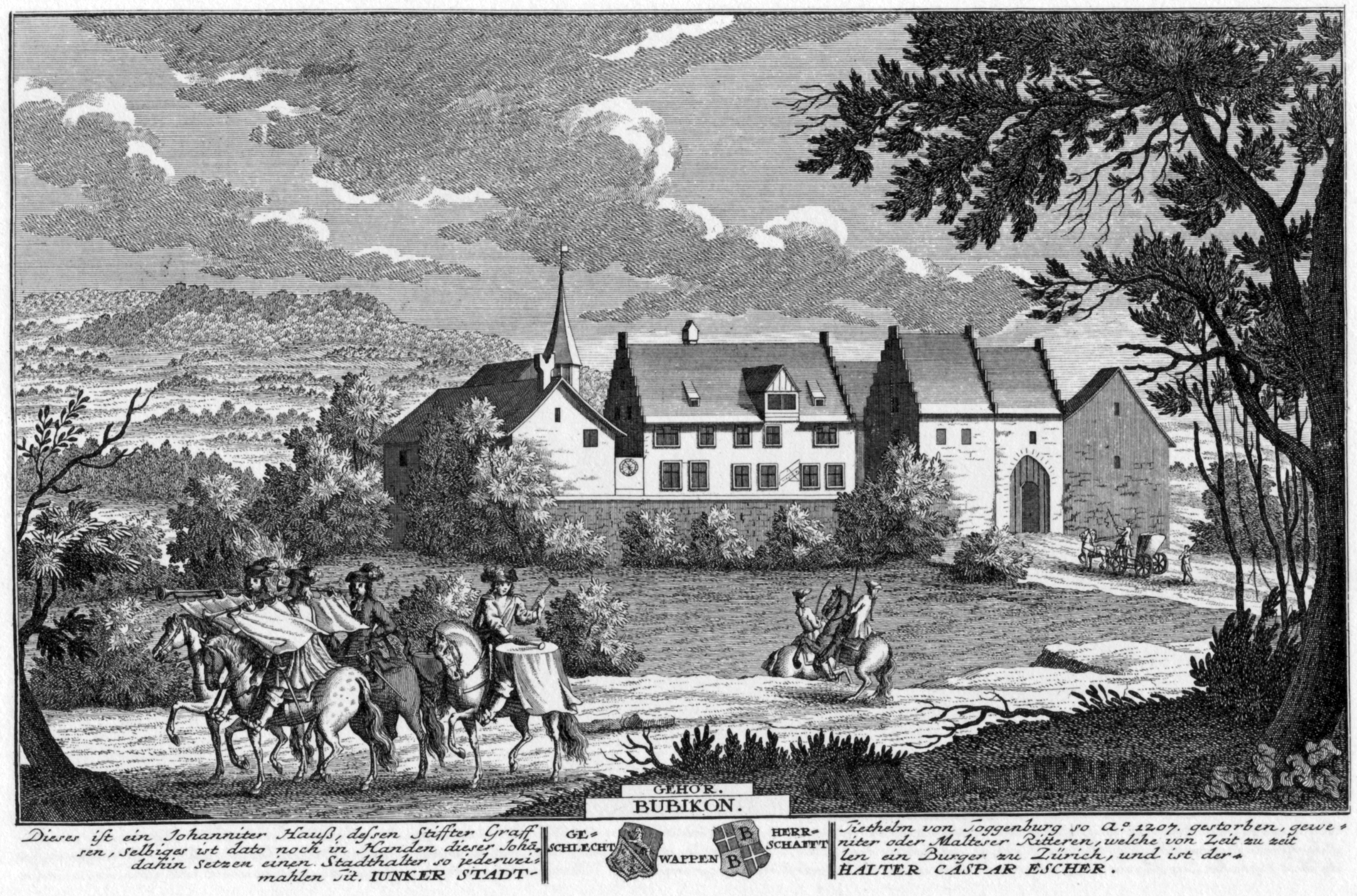
Die Gebäude der Kommende
im 18. Jahrhundert

1408 kam die Kommende Bubikon als Teil der Landvogtei Grüningen unter die Hoheit der Stadt Zürich. Nach dem Aussterben der Rapperswiler (1283) und der Toggenburger (1436) fiel die Unterstützung durch den lokalen Hochadel weg. Die Johanniter bewahrten deshalb im Alten Zürichkrieg strikte Neutralität und versuchten zwischen den Parteien zu vermitteln. Trotzdem wurde die Kommende 1443 von den Schwyzern geplündert.
Nach der Reorganisation des Johanniterordens im 15. Jahrhundert unterstanden die Kommenden in Bubikon und Wädenswil direkt dem Grossprior von Deutschland als Camerae priorales (deutsch «Tafelgut»), weshalb fortan ein Drittel der Einnahmen aus Bubikon an den Sitz des Grosspriors in Heitersheim abgeliefert wurde. Seit 1445/1467 war deshalb der Grossprior von Deutschland auch Komtur von Bubikon. In seiner Abwesenheit verwaltete ein Schaffner (Verwalter klösterlicher Besitztümer) die Kommende. Die Besitzungen in und um Zürich wurden von einem Verwalter besorgt, der in einem Amtshaus in der Stadt wohnte. Die zahlreichen Rechtsstreitigkeiten zwischen der Kommende Bubikon, ihren Untertanen und Hintersassen sowie dem zürcherischen Landvogt in Grüningen boten der Stadt Zürich ausreichend Raum, ihre eigene Landeshoheit zu Ungunsten des Johanniterordens auszubauen. 1493 wurde schliesslich unter der Vermittlung Zürichs der sogenannte «Hausbrief» aufgesetzt, der bis 1798 gültig blieb. In diesem Herrschaftsvertrag wurden für die Eigenleute und Untertanen von Bubikon in 38 Artikeln die Huldigungs-, Erbschafts- und Fallverhältnisse (Feudalabgaben an die Grundherrschaft), die Gerichtsordnung, das eheliche Güterrecht und die Pfändungssachen geregelt. Ab 1523 fungierte dann der Rat von Zürich als Appellationsinstanz für die Eigenleute und Untertanen. Trotzdem gelang es den Komturen, bis 1798 der Kommende Bubikon eine vergleichsweise privilegierte Stellung unter den Gerichtsherrschaften im Herrschaftsgebiet der Stadt Zürich zu bewahren. Dank einem Privileg von Kaiser Karl IV. von 1378 galt die Kapelle Bubikon zudem als Freistätte.
Der Ordenskonvent in Bubikon wurde zuerst von einem Prior geleitet, dann nach 1260 von einem Komtur. Er sollte nach 1367 vier Priester und sechs Laienbrüder umfassen. 1522 amtete der spätere Chronist Johannes Stumpf als Prior von Bubikon, als in Zürich die Reformation unter Zwingli begann. Stumpf schloss sich der Reform an, konnte aber nicht verhindern, dass es zu chaotischen Zuständen in der Kommende kam. Am 22. April 1525 wurden die Gebäude in Bubikon und des benachbarten Klosters Rüti während des Bildersturms durch aufständische Bauern geplündert. 1528 kam es zu einem Konflikt zwischen Stumpf und dem Schaffner von Bubikon, der am katholischen Glauben festhielt. Seither stand die Kommende unter der Aufsicht des Rates von Zürich. Erst 1532 erhielt der Johanniterorden die Kommende wieder zurück, allerdings mit der Auflage, dass ein reformierter Bürger von Zürich die Stelle des Schaffners bekleidete und die Kollaturpfarreien durch reformierte Pfarrer besetzt
e, die vom Rat zu bestätigen waren. Die Inventare der Kirchen, die während der Reformation zerstört bzw. verkauft worden waren, mussten abgeschrieben werden. Seitdem wies Bubikon zwar keinen Konvent mehr auf, die Güter und Einkünfte blieben dem Orden aber erhalten. 1532 bis 1798 verpachtete der Grossprior von Deutschland das Amt des Schaffners von Bubikon an Bürger von Zürich. Der Schaffner führte die gesamte Verwaltung, führte die Buchhaltung zuhanden des Grosspriorats in Heitersheim und übte die niedere Gerichtsbarkeit aus. 1616 bot der Orden der Stadt Zürich die Kommende Bubikon zum Kauf an, diese konnte aber das nötige Kapital nicht aufbringen. Nur das Amtshaus in Zürich mit seinen Gütern sowie die Kirchen und Gerichte von Buchs und Wangen wechselten für 20'000 Gulden an Zürich.

### Aufhebung und weitere Geschichte der Gebäude

Die Gerichtsherrschaft der Komturei Bubikon im Stadtstaat Zürich 1789

Die endgültige Aufhebung der Kommende erfolgte am 16. Juni 1789, als der Grossprior Johann Josef Benedikt von Reinach die gesamten Güter, Einkünfte und Herrschaftsrechte in Bubikon für 100'000 Gulden an den Zürcher Bürger Hans Georg Escher zu Berg am Irchel verkaufte. Dieser veräusserte im folgenden Jahr alle Gerichte, Kollaturen, Grundzinsen, Zehntgefälle etc. für 108'241 Gulden an die Stadt Zürich, behielt aber den Grundbesitz und das Ritterhaus – er konnte also einen beträchtlichen Gewinn erzielen.
Im 19. Jahrhundert wechselten die Gebäude der Kommende mehrmals den Besitzer. Während einzelne Gebäudeteile in Mietwohnungen unterteilt wurden, dienten andere landwirtschaftlichen Zwecken. Die Umnutzung der ehemaligen Kapelle in einen Schweinestall und einen Getreidespeicher hatte hingegen bereits nach der Reformation stattgefunden. Der ehemalige Chor der Kapelle wurde 1819 abgebrochen. Die Steine sowie zahlreiche Grabplatten fanden Verwendung beim Bau der nahegelegenen Spinnerei Chämmoos. Zwischen 1873 und 1879 wurden in der im Obergeschoss des Kirchenschiffs eingebauten Wohnung katholische Gottesdienste abgehalten.
Da sich der Bauzustand der Gebäude zusehends verschlechterte, entstand die Idee, im Ritterhaus eine Bezirks-Armenanstalt einzurichten, weil man so hoffte, dass die Anlage als Gesamtes erhalten werden könnte. Erst 1935 konkretisierten sich die Bemühungen zur Erhaltung und Renovation des Ritterhauses. Mit dem Erlös einer von über 10'000 Menschen besuchten Freilichtaufführung sowie grosszügiger Spenden von Firmen, Privaten und der Unterstützung des Kantons Zürich, kaufte die 1936 gegründete Ritterhausgesellschaft Bubikon einen Grossteil der Gebäude. Zwischen 1938 und 1959 wurden diese in mehreren Etappen renoviert und zum Teil wieder in den Urzustand zurückgeführt. In der Schweiz wurde das Ritterhaus landesweit durch einen Modellbogen des Pädagogischen Verlages des Lehrer- und Lehrerinnenvereins Zürich bekannt.
Das Ritterhaus Bubikon steht als Denkmal unter dem Schutz des Bundes. In einem Teil der Gebäude werden seit 1941 in einem Museum die Geschichte der Komturei, des Johanniterordens sowie die Waffensammlung J. J. Vogel und die Münzsammlung der Erbengemeinschaft Paul Hotz mit Münzen des Johanniter-/Malteserordens präsentiert. Das Archiv der Kommende befindet sich heute im Staatsarchiv Zürich unter der Signatur C II 3.

## Baugeschichte / Gebäude

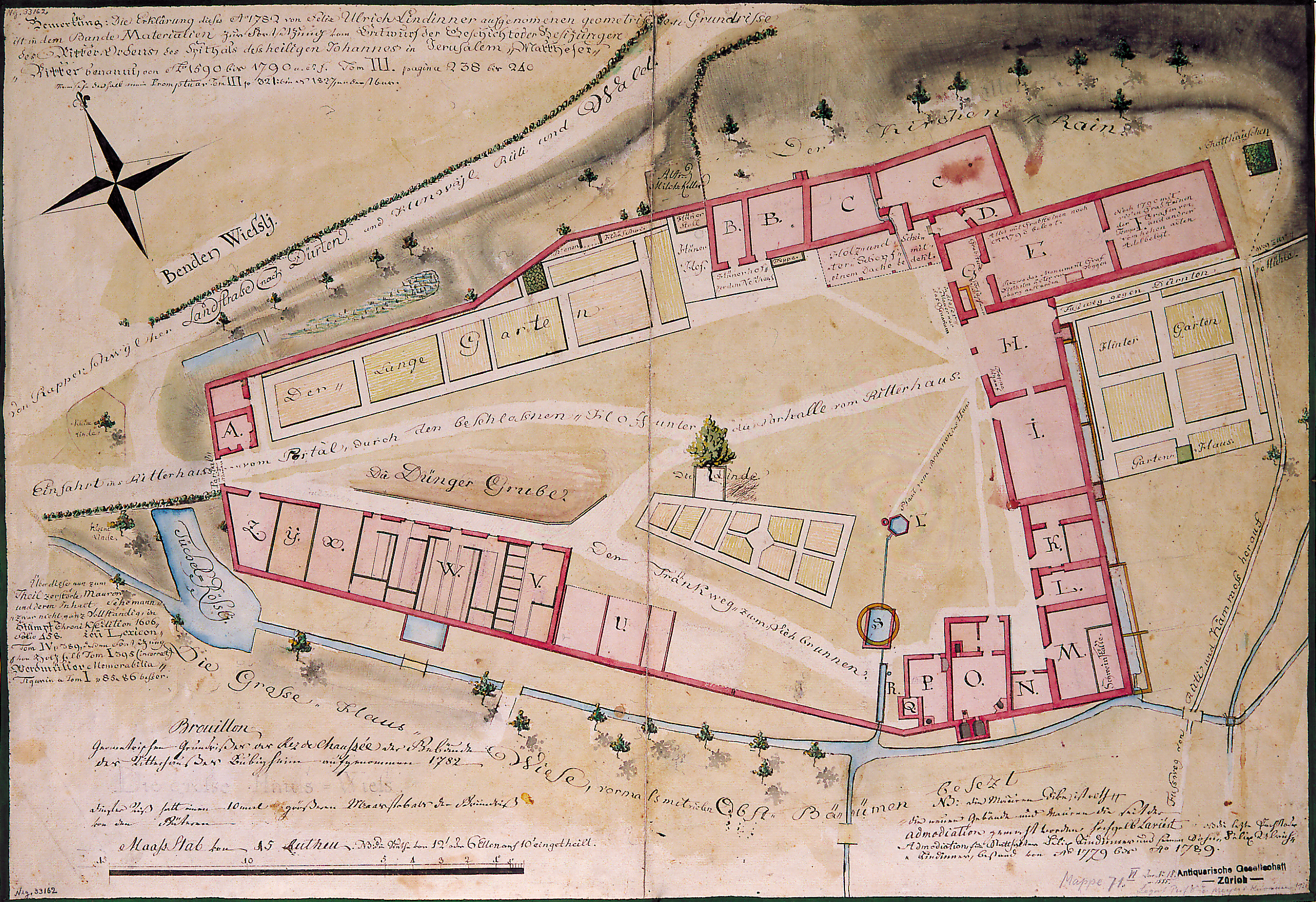
Grundriss der Johanniterkommende,
gezeichnet von Ulrich Felix Lindinner 1782

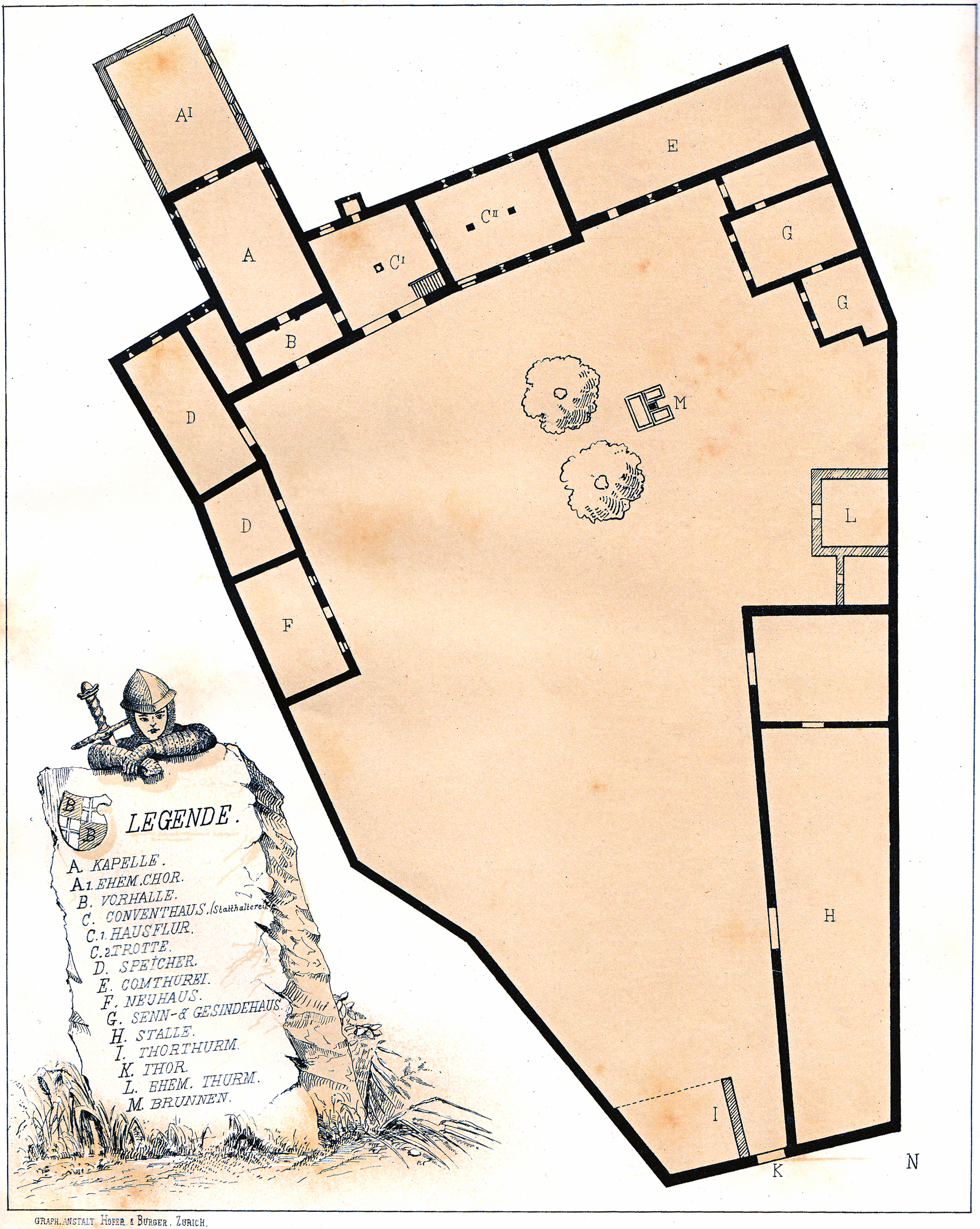
Rekonstruktion des Grundrisses der Kommende und ihrer Gebäude vor 1789 von Heinrich Zeller-Werdmüller

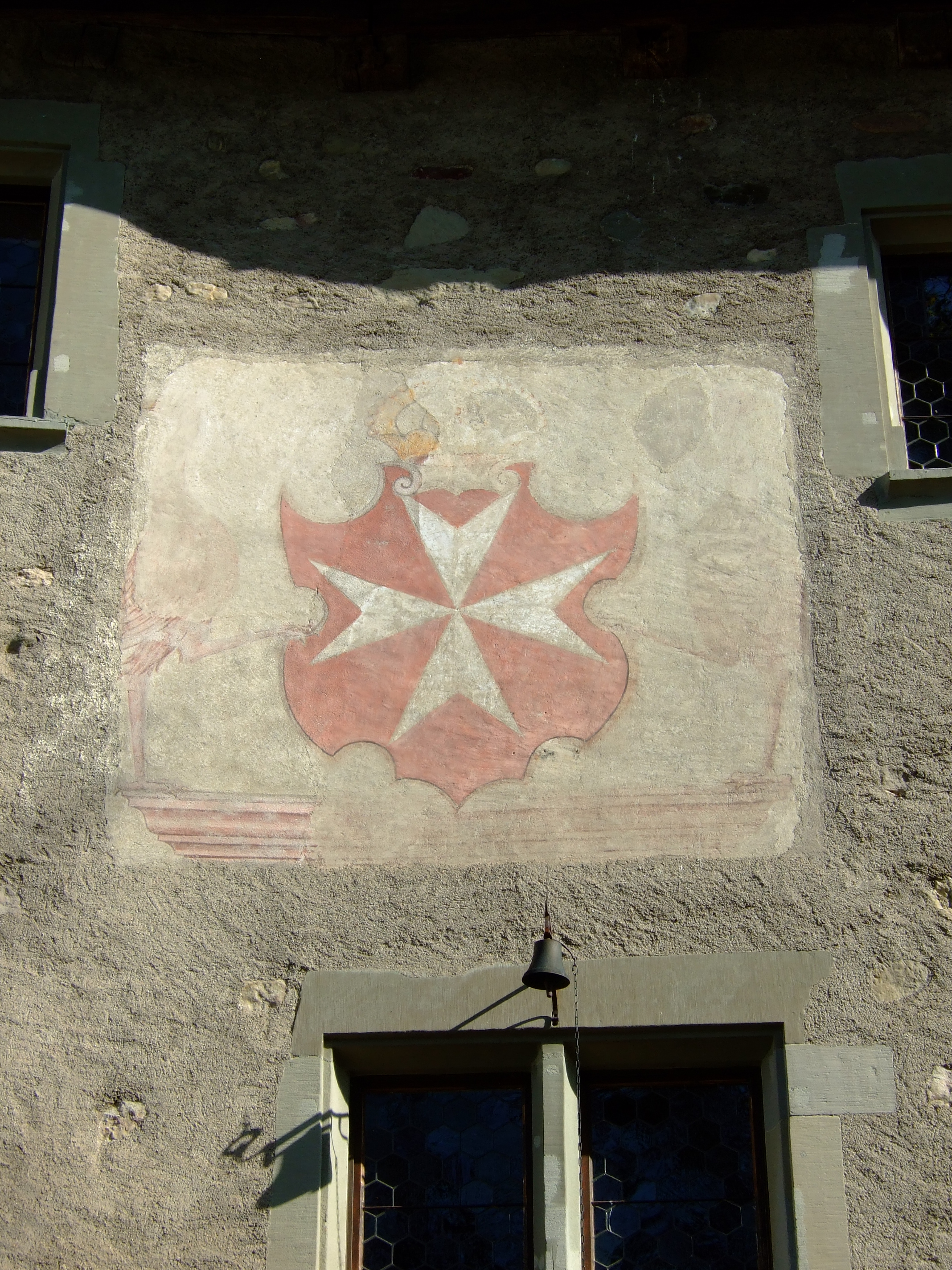
Wappen des Malteserordens an der Hofseite des Komturhauses.
Zwei Kraniche sind dem Wappen als Schildhalter beigestellt. Darüber ist eine Fürstenkrone angebracht, womit der Reichsfürstenstandes des Grosspriors in Heitersheim angezeigt wird

Die Baugeschichte der Kommende ist erst ansatzweise erforscht. Die Datierung ergibt sich aus Dokumenten, Inschriften und dendrochronologischen Proben. Die ursprüngliche Anlage war ab dem 16. Jahrhundert vollendet. In mehreren Etappen verschmolzen vier ursprünglich freistehende Gebäude zu einem dreieckigen Komplex, der von einer Mauer eingefasst war.
Gebäude der ehemaligen Kommende, die heute noch existieren (von Nordwesten):
- Neuhaus: Dieses Gebäude ist heute noch ein Wohnhaus und ist in Privatbesitz, da es bislang nicht von der Ritterhausgesellschaft erworben werden konnte. Ein erster Teil des Gebäudes wurde wahrscheinlich im 13. Jahrhundert als Erweiterung des Bruderhauses angelegt. Im 16. Jahrhundert wurde das Haus weiter ausgebaut. Über seine Verwendung ist nichts bekannt. Das Haus wurde bis heute nicht detailliert untersucht. Seit dem 19. Jahrhundert dient es als Wohnhaus.
- Bruderhaus: Das älteste Gebäude der Anlage, im Kern um 1190 errichtet. Diente zuerst als Kapelle, später zur Unterbringung der Konventbrüder. Es wurde zu diesem Zweck um 1200 erhöht und gegen Osten erweitert. Im 13. Jahrhundert erfolgte eine Erweiterungen gegen Westen. Nach der Errichtung eines neuen Bruderhauses wurde dieser Gebäudeflügel als Ökonomiegebäude umgenutzt. Das Erdgeschoss diente als Keller, in den oberen Stockwerken wurden Vorräte gelagert (Schütte). Auf der Hofseite wurde ein Schopf angebaut, der zur Lagerung von Holz diente.
- Kapelle: Die Kapelle (früher auch als «Kirche» bezeichnet) ist momentan der am besten untersuchte und dokumentierte Teil der Kommende. Das heute noch bestehende Schiff wurde Ende des 12. Jahrhunderts errichtet. In der zweiten Hälfte des 13. Jahrhunderts wurde eine Vorhalle angebaut. Der ursprüngliche flach schliessende romanische Chor wurde zu Beginn des 14. Jahrhunderts durch einen grösseren spätgotischen Chor ersetzt. Die Kapelle wurde nach der Reformation als Lagerraum umgenutzt. Im 17./18. Jahrhundert wurde ein Zwischenboden eingezogen. Das Obergeschoss diente darauf als Schütte und zu Wohnzwecken. Das Erdgeschoss wurde als Schopf und Keller genutzt. Der Chor wurde 1819 abgebrochen. In der Vorhalle der Kapelle liess Statthalter Scherrer Mitte des 18. Jahrhunderts eine Zimmerflucht einrichten. Diese Zimmer wurden – wie die Einbauten in der Kapelle – bei der Renovation in den 1940er Jahren entfernt.
- Zwischenbau Kapelle-Komturhaus/Schaffnerei: Mit diesem Bau wurden Ende des 14. Jahrhunderts die Kapelle und das Komturhaus verbunden. Im Erdgeschoss liegt eine offene Eingangshalle, im Obergeschoss die Schaffnerei, mit Wohn- und Amtsräumen für den Schaffner bzw. später für den Statthalter. Die im 18. Jahrhundert in der Laube eingebaute «blaue Stube» wurde 1943 zusammen mit den Räumen über der Vorhalle der Kapelle entfernt. Um 1570 wurde dieser Zwischenbau mit dem Komturhaus aufgestockt. Nach der Reformation wurden Schaffnerei und Komturhaus gemeinsam vom Statthalter genutzt und als «Wohnhaus» oder «Statthalterei» bezeichnet. Im obersten Stock befindet sich ein Saal, der heute als «Bibliothek» bezeichnet wird.
- Komturhaus (früher auch Konventshaus): Dieser zuerst freistehende Bau wurde im 13. Jahrhundert errichtet und zur Zeit des Komturs Schwalbach ca. 1570 um ein weiteres Stockwerk erhöht. Das Erdgeschoss wurde wohl zuerst als Pferdestall, später als Trotte und als Magazin genutzt. In den oberen Geschossen lagen repräsentative Säle, die nach dem Geschmack der Zeit gestaltet wurden. Erhalten haben sich Renaissance-Malereien («Schwalbachsaal») sowie Täfermalereien von ca. 1739, die Zürcher Herrschaftssitze und Landschaften aus dem 18. Jahrhundert zeigen («Grosse Hofstube»/«Komtursaal»).
- Zwischenbau Komturhaus-Schütte/Neues Bruderhaus: Dieser Zwischenbau wurde im 13. Jahrhundert wohl als neues Bruderhaus unter Komtur Hugo von Montfort angelegt und später mit der Schütte auf gleiche Höhe gebracht. Im 18. Jahrhundert lagen hier Räume für das Gesinde.
- Schütte/Ritterhausflügel (früher auch fälschlicherweise Komturei): Die Schütte wurde wie das Komturhaus wohl im 13. Jahrhundert als freistehendes, zweigeschossiges Gebäude angelegt. Im Erdgeschoss lagen Ställe und das erste Geschoss diente als Schütte. Darüber liess Komtur Hugo von Montfort um 1430 einen Kapitelsaal anlegen. Um 1548 wurde der Saal noch einmal im Stil der Renaissance umgestaltet. Die original erhaltene Decke wurde 1940 bei einem Brand zerstört. Dieser Gebäudeflügel diente auch vor der Renovation als Lager bzw. Vorratshaus.
- Sennhaus/Gesindehaus: Das Sennhaus wurde um 1480 errichtet und 1570 für die Milchwirtschaft umgebaut. Im 19./20. Jahrhundert lebte hier wohl das Gesinde.
- Ökonomiegebäude: Das langgestreckte Ökonomiegebäude ist heute noch teilweise erhalten. Auf der Rückseite des Landwirtschaftsbetriebes sind noch entsprechende Mauern sichtbar. Es wurde zu einem unbekannten Zeitpunkt errichtet, ist allerdings bereits auf den frühesten Ansichten dargestellt. Es umfasste Ställe, eine Tenne und eine Scheune im Obergeschoss.

Gebäude der ehemaligen Kommende, die heute nicht mehr existieren (von Nordwesten):
- Tor: Der Eingangsbereich wurde durch ein Portal geprägt, das zu Beginn des 19. Jahrhunderts abgetragen wurde.
- Portenhaus: Direkt neben dem Tor stand das Portenhaus, das aus einem ehemaligen Torturm entstanden war. Im Erdgeschoss war später eine Schmiede untergebracht. Das Obergeschoss diente zu Wohnzwecken für das Gesinde.
- Wehrturm: Auf älteren Abbildungen ist ein Wehrturm zwischen Ökonomiegebäude und Sennhaus dargestellt. Er wurde offenbar bereits im 17. Jahrhundert entfernt.

## Bilder aus dem Inneren

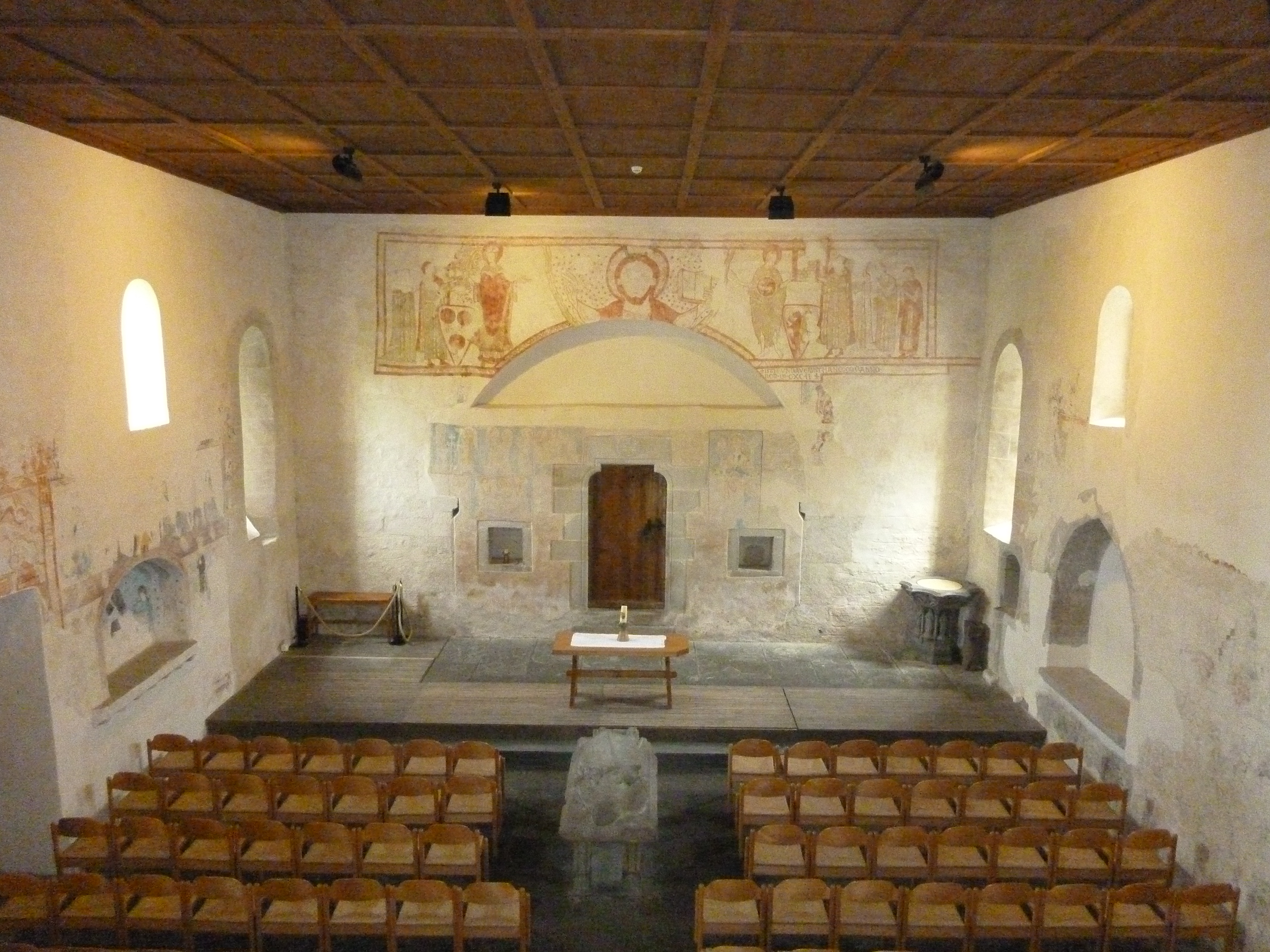
Kapelle
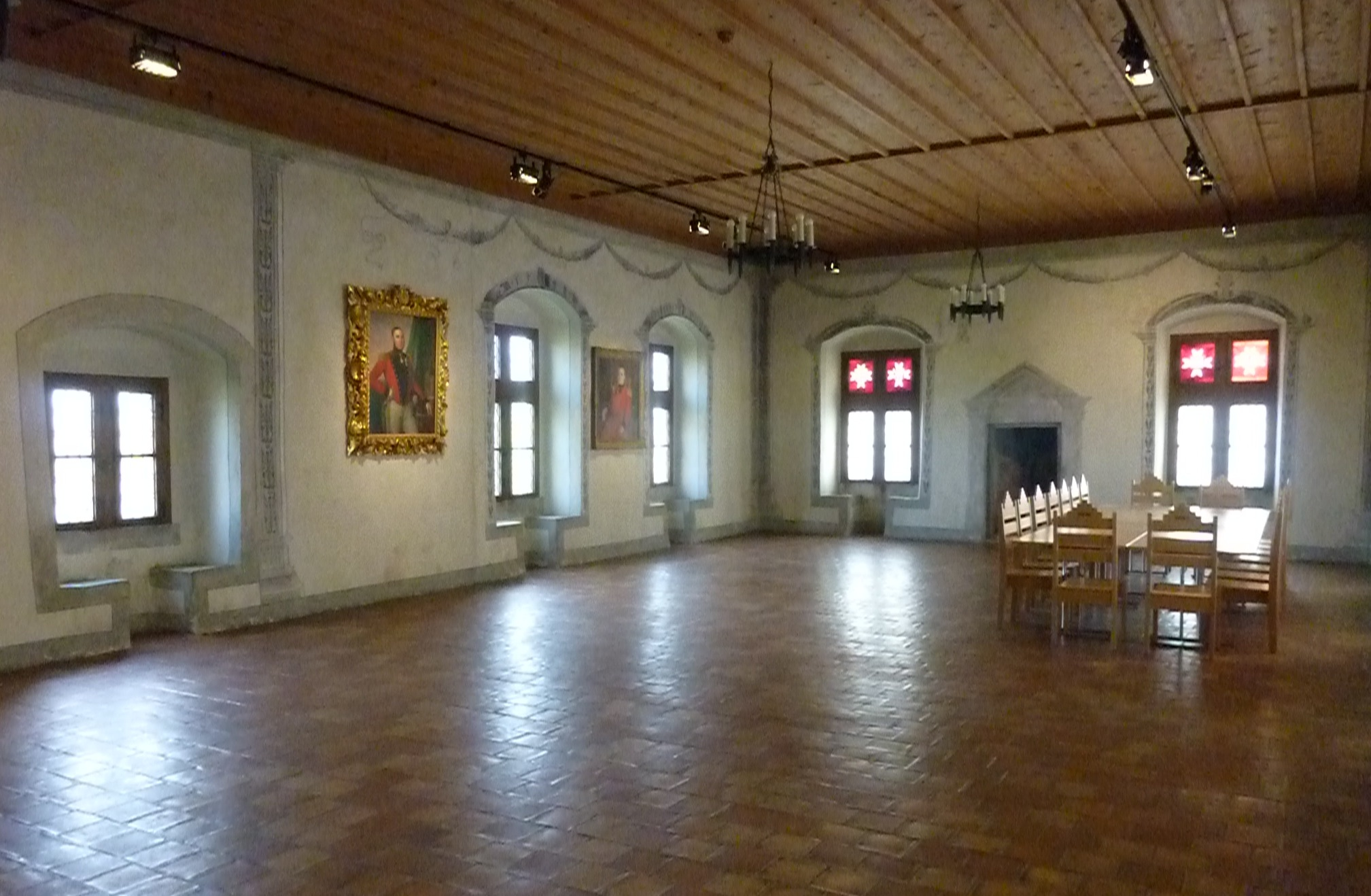
Ritter- bzw. Kapitelsaal mit Zürcher Kachelofen aus dem 18. Jahrhundert
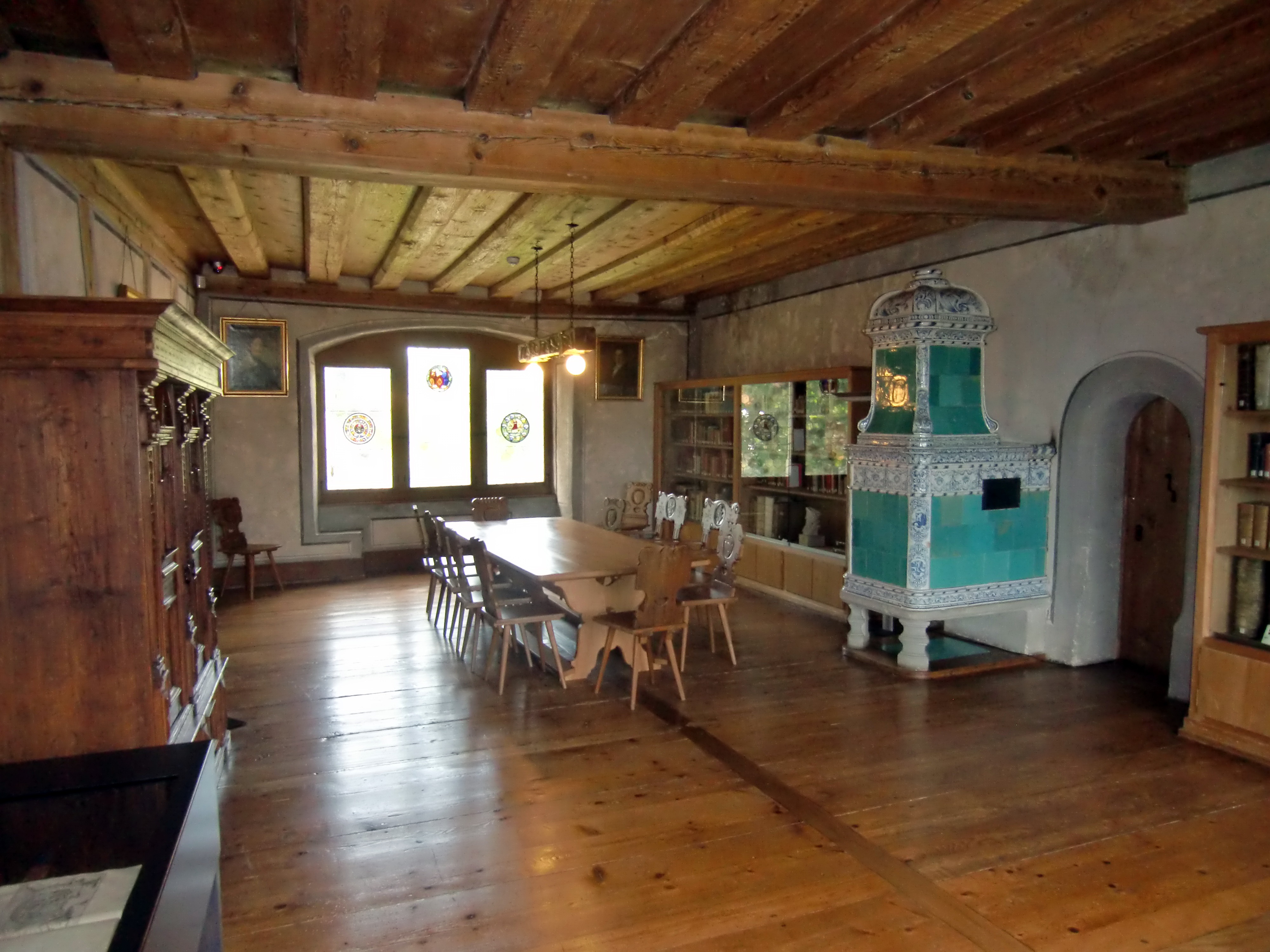
Bibliothek mit Kachelofen aus dem 18. Jahrhundert, früher in der Statthalterstube im ersten Stock
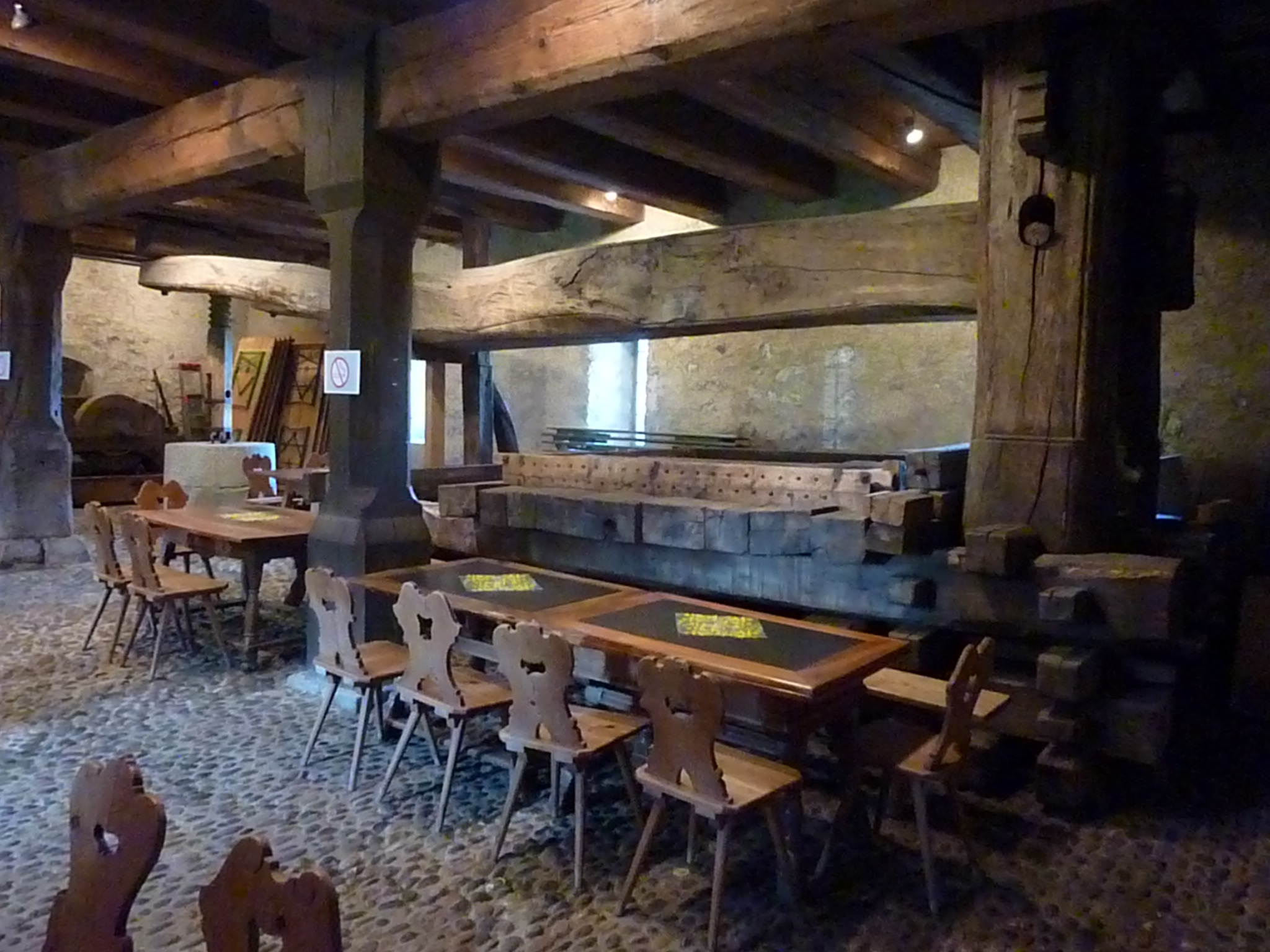
Stall mit Trotte
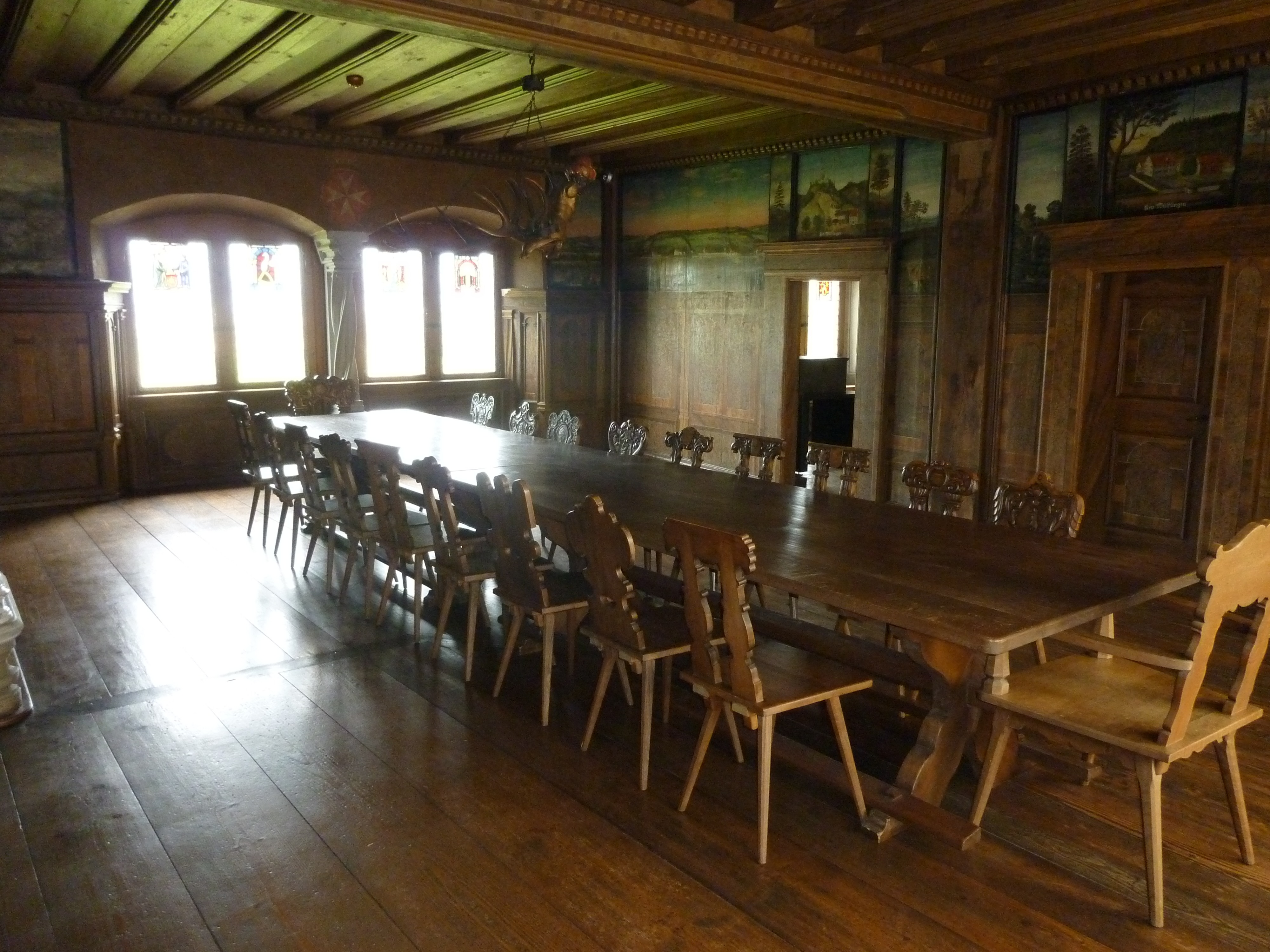
Komturstube mit Wandgemälden von Stöffi Kuhn, ca. 1770

## Wappen
Das Wappen der Kommende weist ein Schwarzes B auf gelbem Grund auf. Es ist heute noch im Wappen der Gemeinde Bubikon vertreten.

## Liste der Komture bis zum Verkauf 1789

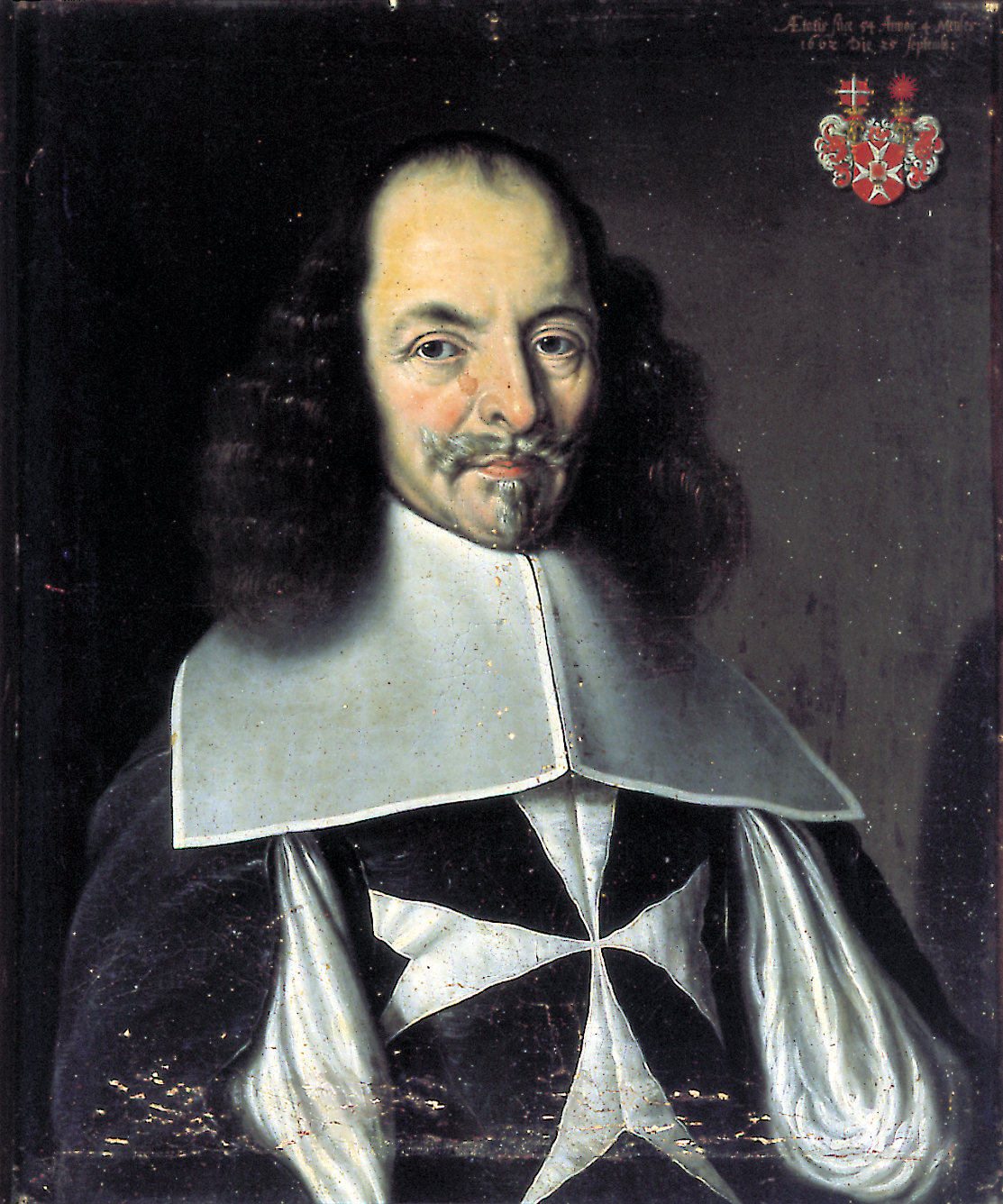
Franz von Sonnenberg, Grossprior des Malteserordens, Komtur von Bubikon 1682

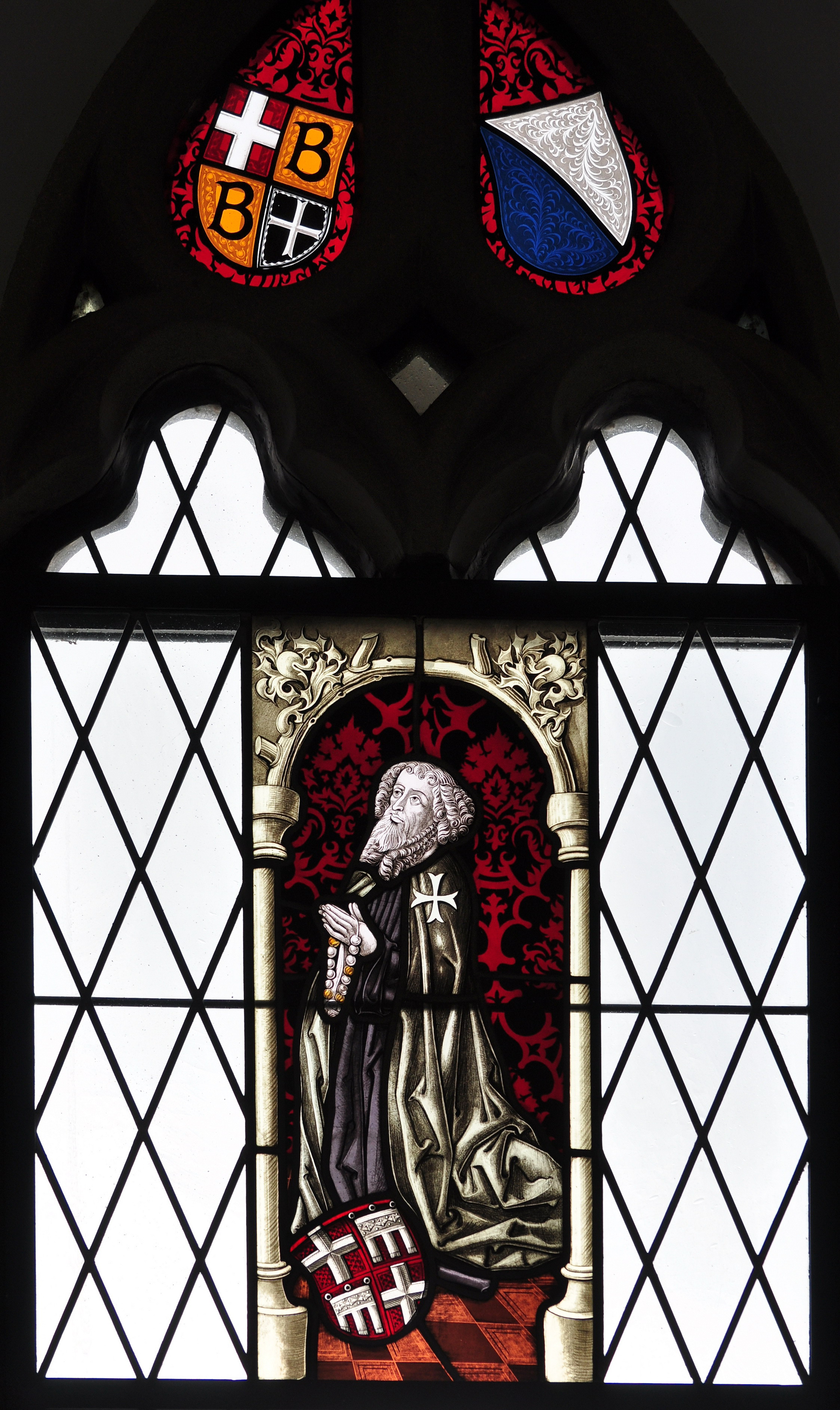
Graf Rudolf X. von Werdenberg-Sargans, Grossprior und Komtur von Bubikon
auf einem Glasfenster von 1498 in der heutigen reformierten Kirche von Bubikon

Als Leiter der Kommende Bubikon fungierte ein Komtur des Johanniterordens. Seit 1428 unterstand die Kommende Bubikon dem Grossprior in Heitersheim als Tafelgut. Die Grosspriore der Deutschen Zunge amtierten also gleichzeitig als Komture in Bubikon, liessen sich jedoch durch Statthalter vertreten.
| Amtszeit     | Komtur                                                                                  |
| ------------ | --------------------------------------------------------------------------------------- |
| 1217–1244    | Burkhard                                                                                |
| 1255–1265    | Graf Heinrich von Toggenburg                                                            |
| 1268         | Konrad von Tegervelt                                                                    |
| 1272–1273    | N. Hirskor                                                                              |
| 1275         | Friedrich von Stoffeln                                                                  |
| 1276/77–1296 | Heinrich von Lichtenstein                                                               |
| 1297–1329    | Graf Hugo (I.) von Werdenberg                                                           |
| 1330–1343    | Graf Mangold von Nellenburg                                                             |
| 1344         | Herdegen von Rechberg                                                                   |
| 1344–1345    | Konrad von Falkenstein                                                                  |
| 1350         | Herdegen von Rechberg                                                                   |
| 1357–1363    | Graf Hugo (II.) von Werdenberg-Sargans (einer der Söhne von Hartmann I. von Werdenberg) |
| 1368–1369/72 | Graf Friedrich von Zollern                                                              |
| 1372–1383    | Werner Schürer                                                                          |
| vor 1393?    | Hartmann Maness                                                                         |
| 1393         | Graf Hartmann von Werdenberg-Sargans                                                    |
| 1393–1444    | Graf Hugo von Montfort-Bregenz                                                          |
| 1445?–1446   | Johann Loesel                                                                           |
| 1446–1457    | Johannes Wittich                                                                        |
| 1458–1460    | Johann Lösel                                                                            |
| 1460–1467    | Walter von Bussnang                                                                     |
| 1467–1481    | Johannes von Ow                                                                         |
| 1482–1505    | Graf Rudolf von Werdenberg-Sargans                                                      |
| 1506–1512    | Johann Heggenzer von Wasserstelz                                                        |
| 1512–1546    | Johann von Hattstein                                                                    |
| 1546–1554    | Georg Schilling von Cannstatt                                                           |
| 1554–1566    | Georg von Hohenheim                                                                     |
| 1567–1573    | Adam von Schwalbach                                                                     |
| 1573–1594    | Philipp Flach von Schwarzenberg                                                         |
| 1594–1598    | Philipp Riedesel von Camburg                                                            |
| 1598–1599    | Bernhard von Angelach                                                                   |
| 1599–1601    | Johann Philipp Lesch von Mühlheim                                                       |
| 1601–1607    | Wiprecht von Rosenbach                                                                  |
| 1607–1612    | Arbogast von Andlau                                                                     |
| 1612–1635    | Johann Friedrich Hund von Saulheim                                                      |
| 1635–1647    | Hartmann von der Tann                                                                   |
| 1647–1682    | Landgraf Friedrich von Hessen-Darmstadt                                                 |
| 1682         | Franz von Sonnenberg                                                                    |
| 1683         | Gottfried Droste zu Vischering                                                          |
| 1684–1704    | Hermann von Wachtendonk                                                                 |
| 1704–1721    | Wilhelm von Rhede (Rheide)                                                              |
| 1721–1727    | Goswin Hermann Otto von Merveldt                                                        |
| 1728–1754    | Philipp Wilhelm Graf von Nesselrode-Reichenstein                                        |
| 1754         | Philipp Joachim von Prassberg                                                           |
| 1755–1775    | Johann Baptist von Schauenburg                                                          |
| 1775–1777    | Franz Christoph Sebastian von Remchingen                                                |
| 1777–1789    | Johann Joseph Benedikt von Rheinach zu Foussemagne                                      |

## Liste der Zürcher Statthalter nach 1528
Als die Stadt Zürich im Zug der Reformation die Johanniterkommende Bubikon, ihre Güter und Einkünfte an sich zog, setzte sie vorerst 1528 Hans Stucki als Pfleger zur provisorischen Verwaltung der Güter ein. Am 12. Dezember 1532 schloss der Johanniterorden mit der Stadt Zürich einen Vertrag, der zwar die Besitzungen und die Einkünfte von Bubikon an den Orden zurückerstattete, wogegen der Hochmeister in Heitersheim bestätigte, nur noch reformierte Zürcher Bürger als Statthalter (auch «Amtmann» oder «Schaffner») zu ernennen. Da in Bubikon keine Ordensangehörigen mehr untergebracht waren, wurde das Statthalteramt zu einer reinen Verwaltungsfunktion. Das Amt wurde vom Hochmeister in Heitersheim dem jeweiligen Inhaber gegen eine jährlich Gebühr von zuerst 1400, später 1200 Gulden verpachtet. Der Statthalter konnte dafür die anfallenden Nutzen und Einkünfte behalten. Zudem erhielt er noch einen Lohn von 400 Gulden im Jahr.
| Amtszeit  | Statthalter          |
| --------- | -------------------- |
| 1528–1534 | Hans Stucki          |
| 1534–1547 | Oswald Wirz          |
| 1548–1560 | Ludwig Hager         |
| 1560–1578 | Marx Vogel           |
| 1579–1589 | Jost Meyer           |
| 1589–1608 | Hans Meiss           |
| 1608–1619 | Hans Rudolf Meiss    |
| 1619–1627 | Jost Füssli          |
| 1628–1643 | Hans Konrad Ott      |
| 1643–1680 | Johann Kaspar Escher |
| 1680–1722 | Gerold Escher        |
| 1722–1748 | Johann Kasper Escher |
| 1748–1757 | Kaspar Escher        |
| 1757–1763 | Johannes von Scherer |
| 1763–1767 | Rudolf Schmid        |
| 1769–1789 | Felix Lindinner      |